# بابونه کپه‌ریز
بابونه کپه ریز (نام علمی: Anthemis microcephala) نام یک گونه از سرده بابونه است.